# 90-й меридіан західної довготи
90-й меридіан західної довготи — лінія довготи, що лежить на 90 градусів західніше Гринвіцького меридіана. Вона проходить від Північного полюса через Північний Льодовитий океан, Північну Америку, Атлантичний океан, Центральну Америку, Тихий океан, Південний океан та Антарктиду до Південного полюса.
В Антарктиді меридіан визначає західну межу територіальних претензій Чилі. На землі, що лежать на захід від цього меридіана, не претендує жодна країна.
90-й меридіан західної довготи формує велике коло разом із 90-тим меридіаном східної довготи. На перетині цього меридіану з екватором знаходиться центр Західної півкулі.
Це центральний меридіан часового поясу UTC-6, також відомого як Центральний час

## Список географічних об'єктів, що перетинає 90° зх. д.
Починаючи на Північному полюсі та рухаючись до Південного полюса, 90-й меридіан західної довготи проходить через:
| Координати                                                 | Країна, територія або море | Примітки |
| ---------------------------------------------------------- | -------------------------- | --- |
| 90°0′ пн. ш. 90°0′ зх. д. / 90.000° пн. ш. 90.000° зх. д.  | Північний Льодовитий океан | |
| 81°54′ пн. ш. 90°0′ зх. д. / 81.900° пн. ш. 90.000° зх. д. | Канада                     | Нунавут — проходить через острів Елсмір |
| 81°1′ пн. ш. 90°0′ зх. д. / 81.017° пн. ш. 90.000° зх. д.  | Протока Нансена[en]        | |
| 80°31′ пн. ш. 90°0′ зх. д. / 80.517° пн. ш. 90.000° зх. д. | Канада                     | Нунавут — проходить через острів Аксел-Гейберг |
| 78°17′ пн. ш. 90°0′ зх. д. / 78.283° пн. ш. 90.000° зх. д. | Норвезька затока[en]       | |
| 77°22′ пн. ш. 90°0′ зх. д. / 77.367° пн. ш. 90.000° зх. д. | Канада                     | Нунавут — проходить через острів Грем[en] |
| 77°13′ пн. ш. 90°0′ зх. д. / 77.217° пн. ш. 90.000° зх. д. | Норвезька затока[en]       | |
| 76°50′ пн. ш. 90°0′ зх. д. / 76.833° пн. ш. 90.000° зх. д. | Канада                     | Нунавут — проходить через острови Північний Кент і Девон |
| 74°34′ пн. ш. 90°0′ зх. д. / 74.567° пн. ш. 90.000° зх. д. | Протока Барроу             | |
| 74°4′ пн. ш. 90°0′ зх. д. / 74.067° пн. ш. 90.000° зх. д.  | Канада                     | Нунавут — проходить через острів Принца Леопольда[en] |
| 73°59′ пн. ш. 90°0′ зх. д. / 73.983° пн. ш. 90.000° зх. д. | Протока Принца-Регента[en] | |
| 72°4′ пн. ш. 90°0′ зх. д. / 72.067° пн. ш. 90.000° зх. д.  | Канада                     | Нунавут — проходить через Баффінову Землю |
| 71°31′ пн. ш. 90°0′ зх. д. / 71.517° пн. ш. 90.000° зх. д. | Затока Бутія               | |
| 69°7′ пн. ш. 90°0′ зх. д. / 69.117° пн. ш. 90.000° зх. д.  | Канада                     | Нунавут — проходить через острів Гелен[en], кілька інших островів та материк |
| 63°46′ пн. ш. 90°0′ зх. д. / 63.767° пн. ш. 90.000° зх. д. | Гудзонова затока           | |
| 57°1′ пн. ш. 90°0′ зх. д. / 57.017° пн. ш. 90.000° зх. д.  | Канада                     | Манітоба Онтаріо |
| 48°3′ пн. ш. 90°0′ зх. д. / 48.050° пн. ш. 90.000° зх. д.  | США                        | Міннесота |
| 47°49′ пн. ш. 90°0′ зх. д. / 47.817° пн. ш. 90.000° зх. д. | Озеро Верхнє               | |
| 46°41′ пн. ш. 90°0′ зх. д. / 46.683° пн. ш. 90.000° зх. д. | США                        | Мічиган Вісконсин — проходить через Рідсбург Іллінойс Міссурі — проходить східніше Сант-Женев'єва Арканзас Теннессі — проходить через Мемфіс Міссісіпі — проходить східніше Джексона Луїзіана — проходить через Новий Орлеан |
| 29°13′ пн. ш. 90°0′ зх. д. / 29.217° пн. ш. 90.000° зх. д. | Мексиканська затока        | |
| 21°10′ пн. ш. 90°0′ зх. д. / 21.167° пн. ш. 90.000° зх. д. | Мексика                    | Проходить через півострів Юкатан Кампече |
| 17°49′ пн. ш. 90°0′ зх. д. / 17.817° пн. ш. 90.000° зх. д. | Гватемала                  | Проходить через Халапу[en] |
| 13°57′ пн. ш. 90°0′ зх. д. / 13.950° пн. ш. 90.000° зх. д. | Сальвадор                  | |
| 13°41′ пн. ш. 90°0′ зх. д. / 13.683° пн. ш. 90.000° зх. д. | Тихий океан                | Проходить західніше острова Геновеса[en], Галапагоські острови, Еквадор Проходить східніше острова Санта-Фе, Галапагоські острови, Еквадор                                                                                   |
| 60°0′ пд. ш. 90°0′ зх. д. / 60.000° пд. ш. 90.000° зх. д.  | Південний океан            | |
| 72°28′ пд. ш. 90°0′ зх. д. / 72.467° пд. ш. 90.000° зх. д. | Антарктида                 | Становить західну межу Чилійської Антарктики (претендує Чилі) |